# Ko Phi Phi
Wyspy Phi Phi (taj. เกาะ พีพี Ko Phi Phi) – grupa wysp należących do Tajlandii, położona między wyspą Phuket a stałym lądem. Wchodzą w skład prowincji Krabi. Największą i jedyną stale zamieszkaną wyspą jest Ko Phi Phi Don. Druga pod względem wielkości wyspa Ko Phi Phi Lee, znana ze swoich plaż, jest równie często odwiedzana przez turystów. Pozostałe wyspy tworzą rozrzucone po morzu wapienne skały. 
26 grudnia 2004 wyspy bardzo ucierpiały przez 10-metrowe fale tsunami, wywołane przez silne trzęsienie ziemi na Oceanie Indyjskim.

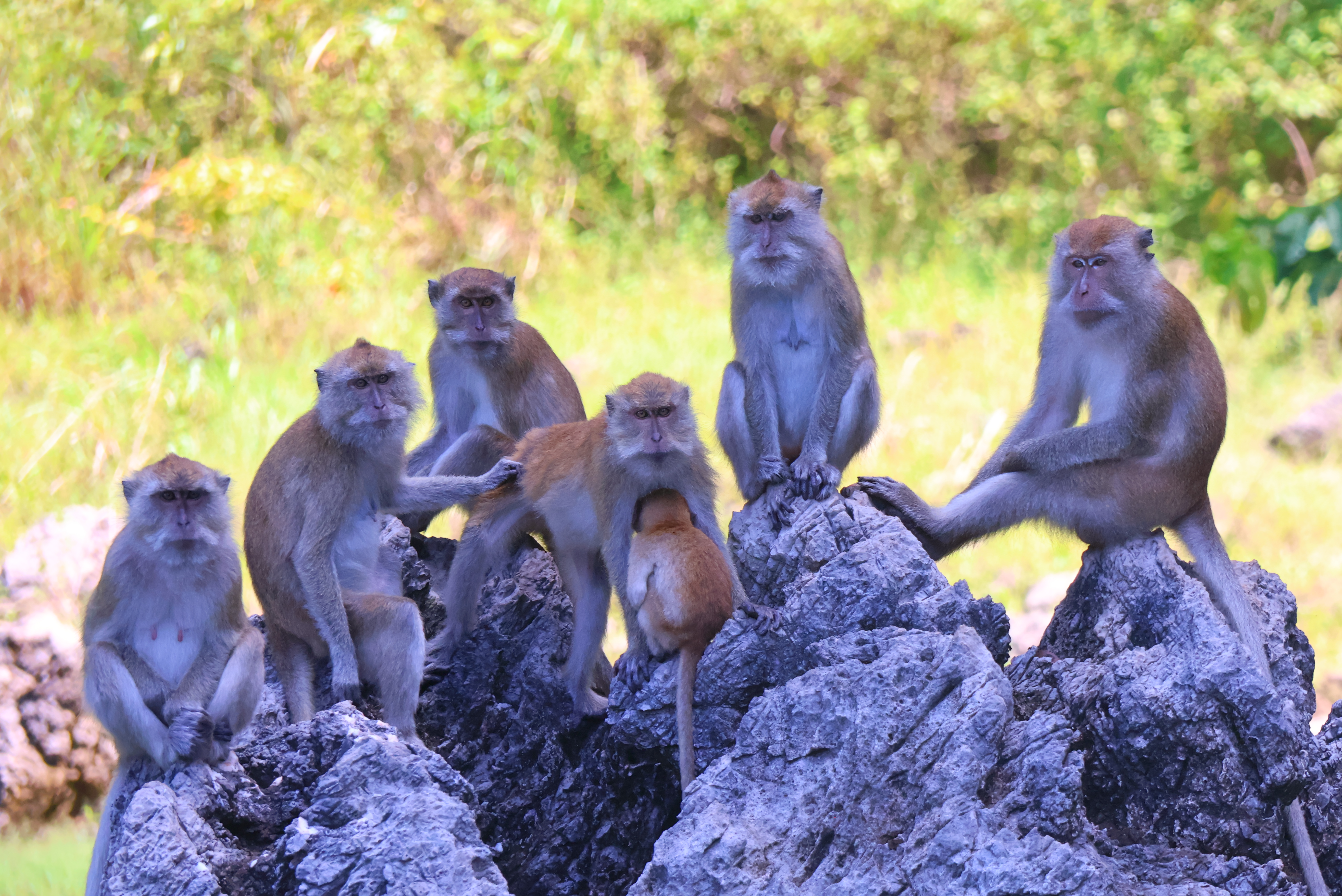
Makaki przy Phi Phi Islands